# Trenton Lee Stewart
Trenton Lee Stewart (ur. 27 maja 1970) – amerykański autor książek młodzieżowych, urodzony w Hot Springs (hrabstwo Garland) w stanie Arkansas.

## Życiorys
Trenton Lee Stewart ukończył warsztaty pisarskie w Iowie. Następnie został wykładowcą kreatywnego pisania. Zadebiutował powieścią dla dorosłych Flood Summer (2005). Następnie, w 2007 wydał książkę młodzieżową Tajemne Bractwo Pana Benedykta, opublikowaną w Polsce w 2021 roku przez Wydawnictwo Dwukropek. 
Stewart chce ukazać społeczeństwu jak często dorośli ignorują zdanie dzieci i młodzieży i jakie są tego konsekwencje. Właśnie ten punkt widzenia był punktem wyjściowym dla jego pierwszej młodzieżowej powieści. W roku 2008 ukazała się jego kolejna książka - Tajemne Bractwo Pana Benedykta i niebezpieczna podróż będąca kontynuacją Tajemnego Bractwa Pana Benedykta. Obecnie autor mieszka z żoną i dwoma synami w Little Rock w stanie Arkansas.
Powstało pięć tomów serii o tajemnym bractwie.